# Радиационная биофизика
Радиационная биофизика — раздел радиобиологии, изучающий молекулярные механизмы биологического действия излучений. Предмет исследования этой научной дисциплины — последовательная картина изменений, происходящих под воздействием ионизирующих и неионизирующих излучений в биологических тканях.

## Предмет радиационной биофизики
Радиобиология изучает влияние излучений на биологические объекты, биофизика — молекулярные взаимодействия в живых организмах, лежащие в основе как нормальной жизнедеятельности, так и патологии. Радиационная биофизика изучает радиобиологические проблемы с позиций биофизики.
Эффекты, вызываемые излучениями в биологических объектах, лучше всего изучены для ионизирующих излучений, несколько в меньшей степени для ультрафиолета и видимого света. Воздействие инфракрасного излучения, радиоволн и постоянных электрических и магнитных полей изучается.
Основные направления
- Ионизирующие излучения

Ионизирующие излучения обладают достаточной энергией для ионизации атомов и молекул, что может привести к повреждениям ДНК и другим критическим биомолекулам. К ним относятся:
Альфа- и бета-частицы
Гамма- и рентгеновское излучение
Космическое излучение
Механизмы взаимодействия ионизирующих излучений с биологическими структурами подробно описаны,  в учебнике Кудряшова Ю.Б. 
- Неионизирующие излучения

Неионизирующие излучения (радиочастотные, микроволновые, ультрафиолетовые и др.) не обладают энергией, достаточной для ионизации, но могут вызывать биологические эффекты за счёт:
Теплового воздействия
Влияния на клеточные мембраны и сигнальные пути
Этот аспект радиационной биофизики особенно важен при изучении мобильной связи, СВЧ-устройств и лазеров.
- Механизмы действия радиации

Последовательность событий при воздействии излучения на биологические объекты делится на стадии:
1. Физическая стадия — поглощение энергии и ионизация молекул
2. Физико-химическая стадия — образование свободных радикалов
3. Биохимическая стадия — взаимодействие радикалов с ДНК, белками, липидами
4. Биологическая стадия — повреждение и гибель клеток, мутации, канцерогенез
Эта модель лежит в основе большинства современных исследований биологического действия радиации.

## Применение радиационной биофизики
- Медицина

Лучевая терапия в онкологии
Радиодиагностика (КТ, сцинтиграфия, ПЭТ)
Разработка радиопротекторов
- Радиационная безопасность

Оценка доз и последствий аварий
Мониторинг и защита персонала атомной промышленности
- Космос

Оценка рисков для космонавтов (солнечные вспышки, космические лучи)
Разработка систем биозащиты на МКС и будущих межпланетных миссиях
- Экология

Влияние радиации на популяции, биоценозы
Радиоэкология загрязнённых территорий (например, Чернобыль, Фукусима)